# Souvenir de Claudius Pernet
'Souvenir de Claudius Pernet' est un cultivar de rosier obtenu par le rosiériste lyonnais Joseph Pernet-Ducher (1859-1928) en 1920. Il est dédié à la mémoire de son fils tué au combat en octobre 1914. Il était classé autrefois dans la catégorie des Pernetiana. Il a été très utilisé pour des hybridations.

## Description
Le buisson de ce rosier au feuillage brillant s'élève de 120 cm à 200 cm, voire plus de 300 cm, pour sa version grimpante. Il présente de grandes fleurs parfumées de couleur jaune d'or, à la forme caractéristique des hybrides de thé. La floraison est très remontante, les fleurs sont pleines et doubles (26-40 pétales). Elles sont prisées pour les fleurs à couper et éclairent les jardins. Ce rosier était autrefois beaucoup cultivé pour le forçage en serre.
Sa zone de rusticité est de 6b à 9b; il est donc résistant aux hivers froids, mais pas trop rigoureux car il a besoin d'être protégé à partir de -5°. Ce rosier est plutôt rustique. Il est issu de 'Constance' (Pernet-Ducher 1915) x semis non nommé.
On peut l'admirer à la roseraie de Bagatelle.

## Descendance
Parmi les descendants de 'Souvenir de Claudius Pernet', l'on peut distinguer 'Gruss an Coburg' (Felberg-Leclerc 1927), 'Condesa de Sástago' (Dot 1930), 'Mercedes Gallart' (Munne 1930), 'Prudence' (Fitzhardinge 1938) et 'Madame Antoine Meilland' (Meilland 1939).